# Tour della nazionale maschile di rugby a 15 del Galles 1996
Tra le due edizioni del 1995 e del 1999 della coppa del Mondo, la nazionale gallese di rugby union si reca varie volte in tour oltremare.
Nel 1996 si reca in tour in Australia dove subisce due pesanti sconfitte per i dragoni contro i Wallabies. Quindi ad ottobre va a Roma per un match con l'Italia. Il primo in Italia.

## In Australia
L'esordio è positivo con una larga vittoria, peraltro contro una modesta formazione. Top scorer con 5 mete è Gareth Tomas
| Perth 30 maggio 1996 | Western Australia | 20 – 62                                | Galles XV |  |
| \| \| \| \| \| Schaumkel, Thomas \| mt \| G Thomas 5, Hill 2 James, Jones, Moore \| \| Schaumkel 2 \| tr \| Jenkins 6 \| \| Schaumkel 2 \| c.p. \| \| |                   |                                        |           |  |
| |                   |                                        |           |  |
| Schaumkel, Thomas | mt                | G Thomas 5, Hill 2 James, Jones, Moore |           |  |
| Schaumkel 2 | tr                | Jenkins 6                              |           |  |
| Schaumkel 2 | c.p.              |                                        |           |  |

 Il primo match aveva illuso, ma nel secondo, contro i più performanti "Briumbies", i "dragoni" subiscono un pesante rovescio
| Canberra 2 giugno 1996 | A.C.T. | 69 – 30 | Galles XV | Bruce Chatwin |

 Ancora una sconfitta, questa volta di sette punti contro New South Wales
| Sydney 5 giugno 1996 | New Sotuh Wales | 27 – 20       | Galles XV |  |
| \| \| \| \| \| Bond, Ekert \| mt \| Davies, Evans \| \| Wallace \| tr \| A Thomas 2 \| \| Wallace 5 \| c.p. \| A Thomas 2 \| |                 |               |           |  |
| |                 |               |           |  |
| Bond, Ekert | mt              | Davies, Evans |           |  |
| Wallace | tr              | A Thomas 2    |           |  |
| Wallace 5 | c.p.            | A Thomas 2    |           |  |

Anche il primo test contro l'Australia segna un pesante rovescio. Match in discesa per i Wallabies che al 54' conducono 42-6 e lasceranno ai Gallesi la possibilità di recuperare e salvare la faccia
| Arbitro: | Glenn Wahlstrom |

|                                                                                       |           |                                                                    |
| mete: Caputo, Howard Manu, Morgan Murdoch, Roff, Wilson trasf.: Burke 6 c.p.: Burke 3 | Marcatori | mete: Llewellyn, Proctor, Taylor trasf.: Jenkins 2 c.p.: Jenkins 2 |

Quarta sconfitta consecutiva contro l'Australia B
| 12 giugno 1996 | Australia B | 51 – 41                                                | Galles XV |  |
| \| \| \| \| \| Herbert 3, Larkham 2, Brail Gavin, Hardy, Payne \| mt \| Gibbs, James, Andrew Moore Proctor, A Thomas, G Thomas \| \| Bowen 2, Payne \| tr \| A Thomas 4 \| \| \| c.p. \| A Thomas \| |             |                                                        |           |  |
| |             |                                                        |           |  |
| Herbert 3, Larkham 2, Brail Gavin, Hardy, Payne | mt          | Gibbs, James, Andrew Moore Proctor, A Thomas, G Thomas |           |  |
| Bowen 2, Payne | tr          | A Thomas 4                                             |           |  |
| | c.p.        | A Thomas                                               |           |  |

 Con la selezione della "campagna" di Sydney, è un match facile ma segnato dall'infortunio a Steve Williams.
| Moree 15 giugno 1996 | NSW Country | 3 – 49                                                 | Galles XV |  |
| \| \| \| \| \| \| mt \| Cormack 2, N Davies, J Davies, Evans, Hill, S Williams \| \| \| tr \| Jenkins 4 \| \| Lavelle \| c.p. \| Jenkins 2 \| |             |                                                        |           |  |
| |             |                                                        |           |  |
| | mt          | Cormack 2, N Davies, J Davies, Evans, Hill, S Williams |           |  |
| | tr          | Jenkins 4                                              |           |  |
| Lavelle | c.p.        | Jenkins 2                                              |           |  |

Anche con Victoria un facile successo
| Melbourne 18 giugno 1996 | Victoria | 9 – 42                                   | Galles XV |  |
| \| \| \| \| \| \| mt \| Cormack 3, Gibbs A Moore, Proctor, Voyle \| \| \| tr \| A Thomas 2 \| \| Hendry 3 \| c.p. \| A Thomas \| |          |                                          |           |  |
| |          |                                          |           |  |
| | mt       | Cormack 3, Gibbs A Moore, Proctor, Voyle |           |  |
| | tr       | A Thomas 2                               |           |  |
| Hendry 3 | c.p.     | A Thomas                                 |           |  |

Il secondo test con l'Australia è ancora più disastroso del primo:
| Arbitro: | Colin Hawke |

|                                                                                     |           |               |
| mete: Burke, Finegan Foley, Horan Morgan, Roff trasf.: Burke 2, Eales c.p.: Burke 2 | Marcatori | c.p.: Jenkins |

## In Italia
Viene disputato anche un match tra Galles ed Italia, il primo in Italia. Oltre a questo, la storicità di questo match è legata a Scott Gibbs, il primo giocatore gallese della storia a tornare a giocare nella nazionale di rugby a XV dopo aver abbandonato il professionistico Rugby a XIII. È l'effetto della liberalizzazione del professionismo decisa un anno prima dall'International Rugby Board. Gibbs aveva già giocatao con la nazione di "union" nei primi anni '90 prima di cambiare disciplina. Il match vede il Galles soffrire gli azzurri, che dimostrano di essere ormai una squadra giovane ed inesperta, ma che non può essere presa sottogamba. Alla fine gli azzurri possono pure recriminare su due mete finali che la stessa stampa britannica ammetterà essere irregolari o quantomeno di dubbia regolarità
| Arbitro: | Carl Spannenberg |

| |            | |
| I.Francescato | mt         | James, Gareth Thomas 2 |
| Diego Domínguez | tr         | Neil Jenkins 2 |
| Diego Domínguez 5 | c.p.       | Neil Jenkins 4 |
| 15.Massimo Ravazzolo 14.Paolo Vaccari 13.Stefano Bordon 12.Ivan Francescato 11.Leandro Manteri 10.Diego Domínguez 9.Alessandro Troncon 8.Orazio Arancio 7.Carlo Checchinato 6.Andrea Sgorlon 5.Diego Scaglia 4.Pierpaolo Pedroni 3.Franco Properzi-Curti 2.Carlo Orlandi 1.Massimo Cuttitta (cap.) sostituti: Javier Pertile Roberto Rampazzo Andrea Castellani | Formazioni | 15.Wayne Proctor 14.Simon Hill 13.Gareth Thomas 12.Scott Gibbs 11.Dafydd James 10.Neil Jenkins 9.Rob Howley 8.Kingsley Jones 7.Steve Williams 6.Hemi Taylor 5.Derwyn Jones 4.Gareth Llewellyn 3.John Davies 2.Jonathan Humphreys (cap.) 1.Christian Loader sostituti: 16.Martyn Williams 17.Leigh Davies |